# تشارلي غرين
تشارلي غرين (بالإنجليزية: Charlie Green)‏ هو عازف جاز أمريكي، ولد في 1900 في أوماها في الولايات المتحدة، وتوفي في 1 فبراير 1936 في هارلم في الولايات المتحدة.

## وصلات خارجية
- تشارلي غرين على موقع ميوزك برينز (الإنجليزية)
- تشارلي غرين على موقع أول ميوزيك (الإنجليزية)
- تشارلي غرين على موقع ديسكوغز (الإنجليزية)